# Cadel Evans Great Ocean Road Race 2023 (mannen)
De zevende editie van de wielerwedstrijd Cadel Evans Great Ocean Road Race vond voor de mannen op 29 januari 2023 plaats. Start en finish waren in Geelong, Victoria, Australië.
De 174,3 kilometer tellende koers was een van de wedstrijden op de UCI World Tour-kalender van 2023. De Belg Dries Devenyns won de vorige editie. Hij werd op de erelijst opgevolgd door de Duitser Marius Mayrhofer.

## Deelnemende ploegen
Elf van de achttien UCI World Tour-teams van dit seizoen plus twee Proteams en Team UniSA-Australia, een nationale selectie startten elk met zeven renners per team wat het deelnemersveld op 98 bracht.

## Uitslag
| Plaats  | Naam             | Ploeg                    | tijd     |
| ------- | ---------------- | ------------------------ | -------- |
| Winnaar | Marius Mayrhofer | Team DSM                 | 4u15'11" |
| 2       | Hugo Page        | Intermarché-Circus-Wanty | z.t.     |
| 3       | Simon Clarke     | Israel-Premier Tech      | z.t.     |
| 4       | Michael Matthews | Team Jayco AlUla         | z.t.     |
| 5       | Corbin Strong    | Israel-Premier Tech      | z.t.     |
| 6       | Caleb Ewan       | UniSA-Australia          | z.t.     |
| 7       | Dion Smith       | Intermarché-Circus-Wanty | z.t.     |
| 8       | Marc Hirschi     | UAE Team Emirates        | z.t.     |
| 9       | George Bennett   | UAE Team Emirates        | z.t.     |
| 10      | Sean Quinn       | EF Education-EasyPost    | z.t.     |

Mannen: 2015 · 2016 · 2017 · 2018 · 2019 · 2020 · 
2021-2022 · 2023 · 2024 · 2025
Vrouwen: 2015 · 2016 · 2017 · 2018 · 2019 · 2020 · 
2021-2022 · 2023 · 2024 · 2025
Tour Down Under ·
Great Ocean Road Race ·
Ronde van de Verenigde Arabische Emiraten ·
Omloop Het Nieuwsblad ·
Strade Bianche ·
Parijs-Nice · 
Tirreno-Adriatico · 
Milaan-San Remo ·
Ronde van Catalonië ·
Classic Brugge-De Panne ·
E3 Saxo Bank Classic ·
Gent-Wevelgem ·
Dwars door Vlaanderen ·
Ronde van Vlaanderen ·
Ronde van het Baskenland ·
Parijs-Roubaix ·
Amstel Gold Race ·
Waalse Pijl ·
Luik-Bastenaken-Luik ·
Ronde van Romandië ·
Eschborn-Frankfurt ·
Ronde van Italië ·
Critérium du Dauphiné ·
Ronde van Zwitserland ·
Ronde van Frankrijk ·
Clásica San Sebastián ·
Ronde van Polen ·
BEMER Cyclassics ·
Renewi Tour ·
Ronde van Spanje ·
Bretagne Classic ·
GP van Quebec ·
GP van Montréal ·
Ronde van Lombardije ·
Ronde van Guangxi